# C/1977 R1 Kohler
C/1977 R1 (Kohler) è una cometa a lunghissimo periodo ed è pertanto classifica come cometa non periodica. La cometa è stata scoperta dall'astrofilo statunitense Merlin Kohler. Particolarità della cometa è di avere una MOID di poco più di 1,3 milioni di km ed un periodo di oltre 100.000 anni.